# وفاق البلطيق

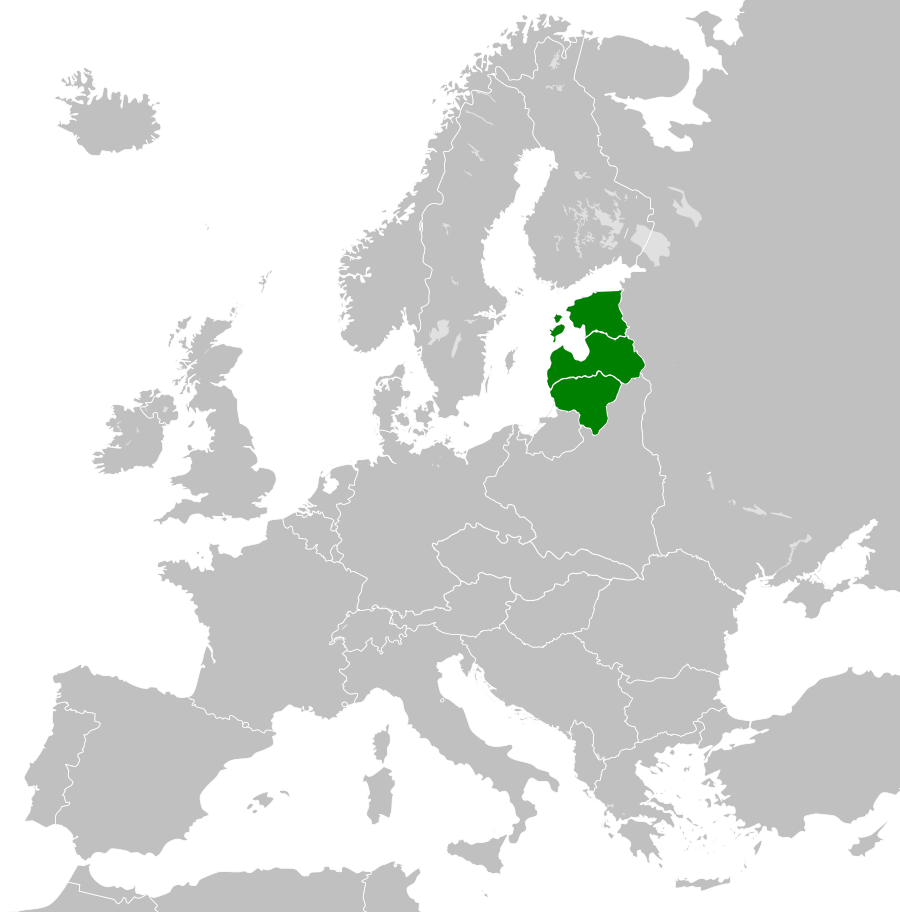
المشاركون في وفاق البلطيق في أوروبا

استند الوفاق البلطيقي إلى معاهدة التفاهم والتعاون  الموقعة بين ليتوانيا ولاتفيا وإستونيا في 12 سبتمبر 1934 في جنيف. وكان الهدف الرئيسي للاتفاق هو العمل المشترك في السياسة الخارجية. كما تضمن التزامات بدعم الدول فيما بينها سياسياً وتقديم الدعم الدبلوماسي في الاتصالات الدولية. كانت هذه المحاولة في نهاية المطاف غير ناجحة، حيث كانت القوة المشتركة للدول الثلاث وتصريحاتها بالحياد غير ذات أهمية في مواجهة الجيوش الضخمة لبولندا وألمانيا والاتحاد السوفييتي.
إن الخطط الخاصة بتقسيم السيطرة على الأراضي الأوروبية الواقعة بين القوتين العظميين، والتي تم وضعها في ميثاق أغسطس/آب 1939 بين النازيين والسوفييت، قد وضعت دول البلطيق ضمن "منطقة النفوذ" السوفييتية. في يونيو 1940، غزيت البلدان الثلاثة واحتلت من قبل الاتحاد السوفييتي الستاليني، وضمت رسميًا إلى الاتحاد السوفييتي في أغسطس 1940.

## تشكيل
بدأت فكرة إنشاء اتحاد البلطيق تكتسب زخمًا بين عامي 1914 و1918. نشأ مفهوم توحيد إستونيا ولاتفيا وليتوانيا في أذهان العديد من اللاجئين، الذين لم يكن أمامهم خيار آخر سوى الفرار إلى الغرب للهروب من الاستبداد في وطنهم. لقد جمعوا جهودهم في النضال من أجل تحقيق الحرية وإقامة الدولة.  وأصبحت جهودهم أكثر وضوحا بعد نهاية الحرب العالمية الأولى في عام 1918.
بفضل انتصار الحلفاء في الحرب العالمية الأولى والضعف الدولي النسبي لكل من ألمانيا وروسيا، أصبح من الممكن لدول البلطيق تحويل الأفكار النظرية إلى ممارسة وترسيخ نفسها سياسيا على الساحة الدولية. تمكنت دول البلطيق الثلاث من تأمين استقلالها من خلال توقيع معاهدات سلام فردية مع روسيا في عام 1920.  لقد كانت خطوة كبيرة في طريق التعاون الدبلوماسي بين دول البلطيق وسمحت لكل دولة بالحصول على الاعتراف بسيادتها من الدول الأخرى. إن قبول دول البلطيق كأعضاء في عصبة الأمم في سبتمبر/أيلول 1921 يعني أن أمن لاتفيا وإستونيا وليتوانيا بدا وكأنه يحظى بالتأييد. كانت النتيجة الرئيسية للحرب العالمية الأولى هي تشكيل نظام دولي جديد في أوروبا. وفي ظل الظروف الجديدة، أصبحت مسألة تعزيز استقلال دول البلطيق ذات أهمية قصوى.
ومع ذلك، لم يكن من الممكن إنشاء الاتحاد إلا في عام 1934. وظلت ليتوانيا مترددة في قبول هذه الفكرة لأن استراتيجيتها السياسية الدولية كانت تتناقض مع استراتيجيات لاتفيا وإستونيا. وفي حين نظرت لاتفيا وإستونيا إلى ألمانيا والاتحاد السوفييتي باعتبارهما الخطر الرئيسي، سعت ليتوانيا إلى التحالف مع هاتين الدولتين. ومع ذلك، في عام 1934، أدى ميثاق عدم الاعتداء السوفييتي البولندي وميثاق عدم الاعتداء الألماني البولندي إلى انهيار السياسة الخارجية الليتوانية وإجبارها على تغيير موقفها.

## غاية
وكان جوهر إنشاء الوفاق هو رغبة أعضائه في إطالة أمد السلام وتعزيزه. إن أسباب إنشاء الوفاق معبر عنها بشكل جيد في ديباجة المعاهدة الموقعة في 12 سبتمبر 1934: "إن دول البلطيق، عازمة بقوة على المساهمة في الحفاظ على السلام وضمانه، وتنسيق سياستها الخارجية في إطار روح مبادئ ميثاق عصبة الأمم، قررت إبرام معاهدة".

## منظمة
كان في قلب المنظمة وكالة تنسيقية، حيث كانت خطط حلف البلطيق تتطلب سياسة خارجية موحدة. وقد نصت المادة الثانية من المعاهدة على مسئولية الوكالة: "وللغرض المذكور في المادة الأولى، اختارت الأطراف المتعاقدة عقد مؤتمرات دورية لوزراء خارجية الدول الثلاث".

## أسباب الفشل
ولولا "الضعف الداخلي" والصراع مع بولندا، لكان من الممكن أن يصبح وفاق البلطيق "كيانًا مهمًا".
ومع ذلك، فإن أحد الحوادث الأولى التي أدت إلى انهيار الاتحاد كانت الأزمة البولندية الليتوانية عام 1938، والتي نتجت عن مقتل جندي بولندي على الحدود الليتوانية. استخدمت الحكومة البولندية الحادث كوسيلة ضغط لإجبار ليتوانيا على العودة إلى الاتصال الدبلوماسي مع بولندا وضم منطقة فيلنيوس في ليتوانيا.
وعلاوة على ذلك، لم تنجح دول الوفاق في التحول إلى قوة سياسية حقيقية، لأنها حافظت على سياستها الخاطئة في الحفاظ على حيادها، حتى مع اقتراب الحرب العالمية الثانية.
كما كان هناك تعريف غامض لما يعتبر تهديدًا ومن هو العدو المشترك. منذ اليوم الأول لتأسيسها، كانت تحالفات الوفاق تفتقر إلى مفهوم موحد لما تعتبره تهديداً وما هو أعداؤها. وقد أدى هذا الغموض إلى عدم وجود أهداف مشتركة بين أعضائها، وأثار الشعور بأن التعاون لم يكن مفيدًا لتحقيق المنفعة المتبادلة.
وكذلك كان هناك نقص في القدرة على خلق الأمن المتبادل. وبما أن الوفاق لم يصبح تحالفًا عسكريًا، فإن أعضائه لم يتمكنوا من الاعتماد على المنظمة لتوفير الأمن لهم.
وكان الافتقار إلى الأساس الاقتصادي عاملاً آخر. ولم يتم دمج البلدان الثلاثة في مجال اقتصادي ذي منفعة متبادلة، وهو ما كان له أثره السلبي وأضعف التحالف بشكل كبير. وعلى الرغم من تشابه الهياكل الاقتصادية بين هذه البلدان، فقد اضطرت هذه البلدان الثلاثة إلى التنافس، بدلاً من التعاون، مع بعضها البعض.
وأخيرا، كان هناك الفشل في ترسيخ الشعور بالوحدة. إن الاختلافات في مصائر الأمم وعقلياتها وثقافاتها تشكل سوابق لسوء الفهم.  وبما أن دول البلطيق لم تشعر بأي هوية تاريخية مشتركة، فقد عملت دول الوفاق على تكثيف هذه المشاعر وجعلها تتباعد أكثر. 

## الاستشهادات والمراجع
1. ↑  Text of the treaty of Good Understanding and Co-operation. LNTSer 227; "Estonia-Latvia-Lithuania: Treaty of Understanding and Collaboration". The American Journal of International Law. 4 supplement ع. 30: 174–177. 1936.
2. ↑  
Kaslas، Bronis (1976). The Baltic Nations — the Quest for Regional Integration and Political Liberty. Pittston: EuramericaPress. ص. 121.
3. ↑  
Feldmanis، Inesis؛ Aivars Stranga (1994). Destiny of the Baltic Entente: 1934-1940. Riga: Latvian Institute of International Affairs. ص. 12. ISBN:9984-9000-5-3.
4. ↑  Pistohlkors، G. von. (1987). "Regionalism as a concept of Baltic historiography". Journal of Baltic Studies. ج. 2: 126–127.
5. ↑  Rebas، H. (1988). "Baltic Regionalism?". Journal of Baltic Studies. ج. 19 ع. 2: 101–104. DOI:10.1080/01629778800000021.

## قراءة إضافية
- Purlys، Vidmantas؛ Vilkelis, Gintautas (سبتمبر 1995). "Cooperation Between the Baltic States: A Lithuanian View". NATO Review. ج. 5 ع. 43: 27–31. مؤرشف من الأصل في 2021-02-24. اطلع عليه بتاريخ 2005-11-13.
- Łossowski, Piotr; Bronius Makauskas (2005). Kraje bałtyckie w latach przełomu 1934-1944 (بالبولندية). Scientific Editor Andrzej Koryna. Warszawa: Instytut Historii PAN; Fundacja Pogranicze. ISBN:83-88909-42-8.